# Westerwald (Kirchenbezirk)
Der Bezirk Westerwald war einer der elf Bezirke des Bistums Limburg. Der ehemalige Bezirk Westerwald liegt im rheinland-pfälzischen Teil des Bistums und umfasste den Westerwaldkreis einschließlich vereinzelter Gemeinden der Nachbarlandkreise.
An die Stelle der Bezirke traten zum 1. Mai 2024 die Regionen.

## Größe und Lage
Der Bezirk gehörte sowohl bezüglich der Fläche als auch in Bezug auf die Katholiken- und Gemeindezahl zu den größten des Bistums. Das Bezirksgebiet reichte von den Stelzenbachgemeinden (Gackenbach) im Süden bis Bad Marienberg im Norden. Die größte Stadt im ehemaligen Bezirk ist Montabaur. In den größtenteils noch volkskirchlich strukturierten Gemeinden leben insgesamt etwa 108.000 Katholiken. Zum Vergleich: Das Bistum Limburg hat mit seinen elf Bezirken insgesamt 669.271 (31. Dezember 2008/AP2010). Das Gebiet war in 3 Dekanate mit 9 Pfarreien neuen Typs gegliedert, in denen es 69 Kirchengemeinden gab. Bezirksdekan ist Peter Hofacker.

### Dekanat Montabaur

#### Pastoraler Raum St. Marien in der Augst
- Mariä Himmelfahrt, Eitelborn
- St. Anna, Neuhäusel
- St. Josef, Kadenbach
- St. Peter und Paul, Arzbach (Rhein-Lahn-Kreis)
- St. Rochus, Simmern

#### Pfarrei neuen Typs St. Peter Montabaur-Stelzenbachgemeinden
- St. Johannes d. Täufer, Horressen-Elgendorf (Montabaur)
- St. Peter in Ketten, Montabaur
- St. Bartholomäus, Gackenbach-Kirchähr
- St. Laurentius, Oberelbert
- St. Magaretha, Holler
- St. Wendelin, Stahlhofen
- St. Josef, Niederelbert
- St. Johannes Baptist, Welschneudorf

#### Pfarrei neuen Typs St. Laurentius Nentershausen
- St. Laurentius, Nentershausen (einschließlich der Gemeinde Eppenrod im Rhein-Lahn-Kreis)
- St. Kilian, Nomborn
- Mariä Himmelfahrt, Heilberscheid
- St. Ägidius, Berod

- Heiligste Dreifaltigkeit, Großholbach

- St. Katharina, Niedererbach
- St. Josef, Görgeshausen
- St. Petrus und Marcelinus, Heiligenroth
- St. Antonius Eremit, Dreikirchen
- St. Matthias, Steinefrenz
- St. Sebastian, Weroth
- St. Goar, Hundsangen
- St. Johannes der Täufer, Obererbach (bei Montabaur)
- Maria Königin, Wallmerod

- St. Josef, Niederahr
- Mariä Himmelfahrt, Oberahr
- St. Jakobus, Girod
- St. Petrus, Meudt

### Dekanat Ransbach

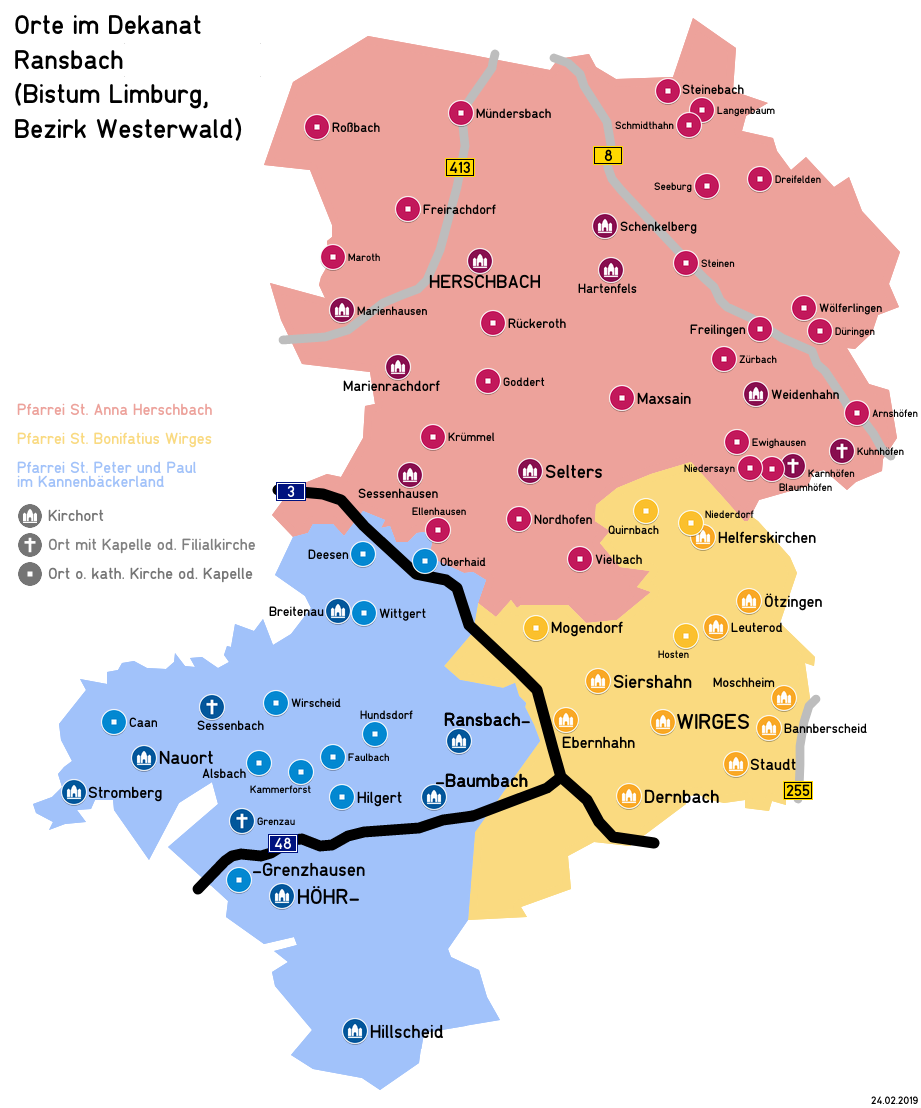
Orte im Dekanat Ransbach

#### Pfarrei neuen Typs Sankt Anna Herschbach
- Mariä Geburt, Marienhausen (Landkreis Neuwied)
- Mariä Himmelfahrt, Marienrachdorf
- St. Anna, Herschbach
- St. Antonius Erem., Hartenfels
- St. Bonifatius,  Selters
- St. Peter & Paul, Weidenhahn
- St. Josef, Sessenhausen
- Herz Jesu, Schenkelberg

#### Pfarrei neuen Typs St. Peter und Paul im Kannenbäckerland
- St. Antonius, Baumbach
- St. Georg, Breitenau
- St. Markus, Ransbach
- St. Peter und Paul, Höhr-Grenzhausen
- St. Joseph, Hillscheid
- St. Johannes der Täufer, Nauort
- St. Anna, Stromberg (Landkreis Mayen-Koblenz)

#### Pfarrei neuen Typs St. Bonifatius Wirges
- Maria Empfängnis, Ebernhahn
- St. Bonifatius, Wirges
- St. Laurentius, Dernbach
- Maria Hilfe der Christen, Bannberscheid
- Maria Hilfe der Christen, Ötzingen
- St. Josef, Leuterod
- Mariä Himmelfahrt, Helferskirchen
- Herz Jesu, Siershahn
- St. Bartholomäus, Staudt
- St. Paulus, Moschheim

### Dekanat Rennerod

#### Pfarrei neuen Typs Maria Himmelfahrt Hachenburg
- Maria Königin, Hattert
- Mariä Himmelfahrt, Hachenburg (einschließlich der Gemeinde Berod im Landkreis Altenkirchen)
- Mariä Himmelfahrt, Streithausen-Marienstatt
- Herz Jesu, Merkelbach
- Maria Empfängnis, Mörlen
- Maria Himmelfahrt, Nistertal
- St. Johannes, Norken
- Maria Himmelfahrt, Bad Marienberg

#### Pfarrei Neuen Typs St. Franziskus im Hohen Westerwald
- Mariä Geburt, Irmtraut
- St. Hubertus, Rennerod
- St. Kilian, Seck
- St. Wendelinus, Ailertchen
- Maria Heimsuchung, Höhn
- St. Josef, Schönberg
- St. Johannes, Waldmühlen

#### Pfarrei neuen Typs Liebfrauen Westerburg
- Wallfahrtskirche Liebfrauen, Westerburg
- Christ-König, Westerburg
- Herz Jesu, Langenhahn
- Herz-Jesu, Rothenbach
- Mariä Heimsuchung, Kölbingen
- St. Bartholomäus, Pottum
- St. Martin, Rotenhain
- St. Margaretha, Hahn
- St. Adelphus, Salz
- St. Johannes, Guckheim
- St. Margaretha, Herschbach

## Einrichtungen
Im ehemalige Kirchenbezirk Westerwald bestehen folgende Einrichtungen:
- Amt für Katholische Religionspädagogik, Montabaur
- Caritasverband Westerwald/Rhein-Lahn
- Katholische Erwachsenenbildung, Bildungswerk Westerwald-Rhein-Lahn
- Katholische Fachstelle für Jugendarbeit Westerwald/Rhein-Lahn
- Katholische Familienbildungsstätte Westerwald/Rhein-Lahn